# 田村魁世
田村 魁世（たむら かいせい、1999年12月15日 - ）は、ジャパンラグビーリーグワントヨタヴェルブリッツに所属するラグビー選手。

## プロフィール
- 神奈川県出身[1]。
- ポジションはスクラムハーフ(SH)。
- 身長 171 cm、体重 75 kg
- ジュニア・ジャパンに選ばれたことがある。
- U20日本代表に選ばれたことがある[2]。

## 略歴
2018年、桐蔭学園高校卒業後、同志社大学に入る。なお桐蔭学園高校時代、高校日本代表に選ばれたことがある。
2021年、同志社大学ラグビー部の共同主将に就任。
2022年、同志社大学卒業後、トヨタヴェルブリッツに加入。
2023年5月、パイレーツ・オールドボーイズに派遣された。
2025年4月27日に行われたJAPAN RUGBY LEAGUE ONE第16節東京サンゴリアス戦にて途中出場で公式戦初出場を果たした。